# روبن ريتشاردسون
روبن ريتشاردسون هو اقتصادي وسياسي كندي، ولد في 26 يونيو 1942 بفانكوفر في كندا. حزبياً، نشط في الحزب الكندي التقدمي المحافظ. وقد انتخب عضو مجلس العموم الكندي.